# Hans Natge
Hans Karl Heinrich Natge (* 16. Juli 1893 in Berlin; † 16. März 1976 ebenda) war ein deutscher Fotograf, Standfotograf und Regieassistent beim heimischen Film mit einem einzigen Ausflug zur Filmregie.

## Leben und Wirken
Der Sohn des Buchbindermeisters Philipp Natge und seiner Gattin Franziska geb. Kaplan besuchte die Realschule und durchlief anschließend, noch vor Ausbruch des Ersten Weltkriegs, eine Fotolehre. Außerdem besuchte Natge eine Kunstgewerbeschule. Im Krieg eingezogen, begann er nach Kriegsende seine berufliche Laufbahn als Theaterfotograf. In den frühen 1920er Jahren fokussierte Hans Natge seine Tätigkeit mehr und mehr in Richtung Film und etablierte als Standfotograf dort die so genannte „Momentfotografie“. Noch zu Stummfilmzeiten kam es zu Kollaborationen mit E. A. Dupont (Das alte Gesetz, Moulin Rouge) und vor allem F. W. Murnau (Der letzte Mann, Faust – eine deutsche Volkssage), die Natges Reputation in der Branche begründeten.
In der Übergangszeit vom Stumm- zum Tonfilm kamen auch mehrere Verpflichtungen als Regieassistent hinzu, die 1932 zu Natges einzigem Regieauftrag, Das Lied der schwarzen Berge, führten. Gedreht wurde das Land- und Sittendrama im Süden Jugoslawiens. In den ersten Jahren des Dritten Reichs litt Hans Natge eine Zeitlang unter mehreren Berufsbeschränkungen seitens der neuen Machthaber, ab 1935 konnte er seine Tätigkeit als Standfotograf wieder aufnehmen, wo er Stars wie Harry Piel, Heinz Rühmann und Brigitte Horney ablichtete. Die Kriegsjahre 1939 bis 1945 verbrachte er in Diensten der Wien-Film. Natges letzte Arbeit wurden die zahlreichen Standfotos, die er im Winter 1944/45 bei Willi Forsts kostümrauschender Großproduktion Wiener Mädeln anfertigte. Nach dem Krieg wurde es still um Natge, 1952 war er Gesellschafter der Arca-Film Dr. Beissel, eben jenes Rudolf Beissel, mit dem er bereits zwanzig Jahre zuvor Das Lied der schwarzen Berge hergestellt hatte. Hans Natge starb 1976 in Berlin-Wilmersdorf.

## Filmografie
Als Standfotograf, wenn nicht anders angegeben
- 1923: Das alte Gesetz
- 1924: Der letzte Mann
- 1926: Faust – eine deutsche Volkssage
- 1928: Moulin Rouge
- 1928: Liebe im Kuhstall
- 1930: Mein Herz gehört Dir…
- 1930: Es kommt alle Tage vor … (Regieassistent)
- 1931: Salto Mortale
- 1932: Ein Lied, ein Kuß, ein Mädel
- 1932: Die Tänzerin von Sanssouci
- 1932: Das Lied der schwarzen Berge (Regie)
- 1936: Martha
- 1936: Mädchenräuber
- 1936: Onkel Bräsig
- 1937: Sein bester Freund
- 1937: Die göttliche Jette
- 1937: Streit um den Knaben Jo
- 1937: Meine Freundin Barbara
- 1938: Der unmögliche Herr Pitt
- 1938: Nanu, Sie kennen Korff noch nicht?
- 1938: Ziel in den Wolken
- 1939: Der Gouverneur
- 1939: Opernball
- 1939: Maria Ilona
- 1939: Zwei Welten
- 1940: Traummusik
- 1940: Rosen in Tirol
- 1941: Dreimal Hochzeit
- 1942: Brüderlein
- 1944/49: Wiener Mädeln